# Холестеатом
Холестеатом (лат. Cholesteatoma auris externae et Cholesteatoma auris mediae) је покожична творевина спољашњег и/или средњег ува и један од најтежих облик неспецифичних хроничних запаљењских процеса у спољашњем и/или средњем уву. Ова лезија можда је непримерено названа, јер није тумор нити је направљена од холестерола, већ је тродимензионална колекција епидермалног и везивног ткива у средњем уву. Значај холестетаома лежи у чињеници да он самостално расте и може бити локално инвазиван и деструктиван, нарочито по кости средњег ува. Ерозија кости јавља се углавном под притиском, али и под утицајем ослобађаних остеолитичких ензима који су откривени на периферним маргинама лезије. Највероватније остеолитичку активност побољшава и присуство инфекције у средњем уву. 
Болест је обично једнострана и праћена је великим спектром проблема, почев од безболне отореје (секреције из ува) до озбиљних компликација централног нервног система.
Лечење има за циљ да се радикалном хируршком интервенцијом уклони запаљење и реконструише нарушен кондуктивни систем средњег ува. Међутим и поред савременог начина лечења, холестеатом и даље остаје важан узрок сталног, умереног проводног губитак слуха, а због могућих рецидива, посебно код оних урођених облика болести, холестеатом захтева доживотна праћење болесника.

## Етиопатогенеза
Као могући узрок настанак холестеатома, наводи се велики број фактора, међу којима је најзначајнији поремећај дренаже и вентилације средњег ува, који доводи до пролиферације (бујања) герминативног слоја коже ушног канала и бубне опне и ембрионалних остатака. 
Као компликација перфорације бубне опне, може се формирати стечени холестеатом, као последица ретракционих џепова бубне опне. Ретракциони џепови описују стање у коме део бубне опне лежи дубље у шупљини средњег ува од остатка бубне опне. Њихова етиологија остаје спорна. Најприхваћенија је теорија негативног притиска према којој лоша функција Еустахијеве цеви доводи до увлачења бубне опне. Ово је у великој мери засновано на опсервацијским доказима као што је већа учесталост ретракционих џепова код пацијената са расцепом непца.  Модели на животињама где лигација еустахијеве цеви доводи до формирања холестеатома такође подржавају ову теорију. Важна критика ове теорије је да поправка расцепа непца или постављање вентилационе цеви не спречава увек холестеатом. И заиста, док дисфункција Еустахијеве тубе може бити почетни догађај, то не објашњава континуирани раст холестеатома. Новија теорија поставља повлачење слузокоже средњег ува и адхезије као вероватнијег кривца холестеатома.
Холестеатом је епидермна творевина која се састоји из љуспица десквамисаног плочасто - слојевитог епитела („заробљеног у средњем уву или мастоидном наставку темпоралне кости лобање”), које су споља обавијене танком опном. Холестеатом расте експанзивно, на рачун коштаног ткива, вршећи деструкцију коштаних структура средњег ува и мастоида, што ствара могућност развоја отогених компликација, које настају као последица оштећења структура унутар темпоралне кости.

### Патохистолошки изглед
Макроскопски изглед
Макроскопски холестеатом средњег ува изгледа као перласта, седефасто бела или сребрнасто сјајна цистична промена, величине и до неколико сантиметара.
Хистологија
У холестеатому на хистолошком препарату могу се препознати три слоја: 
- Аморфни садржај — наслаге десквамираног кератина и мртвих ћелија,
- Матрикс — кератинизирајући вишеслојни плочасти епител, у коме се осим кератиноцита који стварају кератин, идентификују и друге ћелије, као што су Меркелове ћелије у базалном слоју и Лангерхансове ћелије у супрабазалним слојевима које су најзначајније за имунопатогенезу холестеатома.
- Периматрикс или ламина проприја (строма) — периферни део холестеатома. Састоји се из инфламираног субепителног везивног ткива или гранулационог ткива које је инфилтрисано запаљењским ћелијама. У субепителној зони периматрикса доминирају мононуклеарне ћелије, већином фибробласти, мултинуклеарне макрофагне ћелије, а повремено се виде мастоцити и плазма ћелије.

### Патолошки механизми коштане ерозије
Холестеатом представља тумору сличну творевину средњег ува, која се карактерише прогресивним - експанзивним растом, са деструкцијом слузокоже средњег ува и слушних кошчица и других коштаних структура у темпоралној кости. 
Холестеатом изазва ерозију коштаних структура било којим од следећих механизама:
Механичким притиском
Ефекти притиска на кост доводе до њене деформације, што се у принципу дешава и на другим деловима скелета када притисак делује на кост непрекидно у дужем временском периоду.
Ензимским активностима
На маргиналним деловима холестеатома повећава се остеокластичка активност. Она се манифестује убрзаном ерозијом кости и појавом хиперпродукције остеолитичких ензима.

### Експанзија холестеатома
Повремено холестеатома продире и ван граница нападнутих костију у бази лобање. Екстратемпоралне компликација могу се јавити у врату, ЦНС, или у оба ува. 
Када холестеатома у лобањи довољно нарасте он производи нежењена дејства у великом мозгу, пратежо дисфункцију нормалних можданих активности.

## Врсте холестеатома
Генерално, идентификовани су следеће три врсте холестеатома: урођен, примарно стечен и секудерно стечен.
Урођен облик холестеатом
Овај облик настаје из заосталог сквамозног епитела у темпоралној кости током ембриогенезе. Типичан облик конгениталноге холестеатома налази се у предњем мезотимпаноном делу или у подручју око Еустахијеве тубе. Ови облиици се најчешће откривају у раном детињству (од 6 месеци до 5 године старости детета).
Ако дође до интензивнијег ширења процеса, конгенитални холестеатом може ометати функцију Еустахијеве тубе и довести до трајног накупљања течности у средњем уву што резултује губитком спроводног слуха. Он такође може да се прошире и обложити ланац слушних кошчица, што има за последицу кондуктивни губитак слуха.
За разлику од других холестатома урођени тип се обично идентификују иза нетакнуте, бубне опне која је нормалног изгледа, а дете у историји болести нема појаву; честих рецидива супуративног запаљења средњег ува, претходне отолошке операције, или перфорацију бубне опне.
Примарно стечен холестеатом
Стечени xолестеатоми који се развијају годинама и деценијама, могу бити суви, неми, асимптоматски, без отореје (који се откривају тек након детериозације слуха), или влажни, инфицирани (који се због отореје непријатног мириса, лакше откривају). Најприхватљивији концепт патогенетског механизам настанка стеченог холестеатома имају следећи догађаји: 
- Дисфункција Еустахијеве тубе и појава ретракционог џепа у једном делу бубне опне, на прелазу коже спољашњег слушног ходника у бубну опну, или ређе у самој кожи спољашњег слушног ходника;
- Локална инфекција, која доводи до поремећаја чишћења десквамираног епидерма и церумена;
- Нагомилавање дебриса у ретракционом џепу, које прати активација и имиграција имуних ћелија, нпр. Лангерхансових ћелија, CD4 и CD8 Т лимфоцита, макрофага итд;
- Локални инфламаторни стимулус, који доводи до хиперпролиферације епитела, поремећене диференцијације и матурције кератиноцита, продужене апоптозе кератиноцита итд.

Секундарно стечен холестеатом
Ово је форма секундарно стеченог холестеатома која настаје након повреде бубне опне. Ова повреда може бити последица;
- Перфорције бубне опне услед акутног запаљења средњег ува;
- Траумомом изазване руптуре бубне опне;
- Аретфицијално изазваном траумом (руптуром бубне опне) након хируршке манипулације у уву.[13][14]

## Клиничка слика
Карактерише се фетидном оторејом, прогресивном наглувошћу, некада главобољом. 

## Дијагноза
Поставља се на основу анамнезе, клиничке слике, ОРЛ прегледа (отоскопије) рендгенографије.
Отоскопија
Отоскопским прегледом уочава се; гнојни секрет који је јако фетидан, ивична перфорација бубне опне кроз коју се понекад могу видети седефасте љуспице холестеатома.
Радиолошки тестови
Компјутеризовано томографско снимање (ЦТ) је метода избора уколико постоји потреба за процену степена лезије и оцену суптилних коштаних дефекта, што помаже хирургу да успешно изведе операцију. Међутим, треба имати у виду да ЦТ не може увек тачно предвидети шта ће се наћи у оперативним налазу, тј која су могућа интраоперативне „изненађења”, која су релативно честе у оваквом стању.
Магнетна резонантна томографија (МРТ) за скенирање ува може се применити ако постоју сумња да у процесу учествује и меко ткиво поред коштане ерозије (нпр, херније мозак, епидурални апсцес и тромбоза сигмоидног синуса).

## Диференцијална дијагноза
Диференцијално дијагностички долазе у обзир:
- Мирингосклероза: задебљање и калцификација бубне опне средње до запаљења.[23]
- Миосферулоза (spherulocytosis): веома редак облик реакције на страно тело нпр. масти на бази уља које се користе у „паковању” после операције.[24]

## Терапија
Лечење има за циљ да радикално уклони запаљење и реконструише нарушен кондуктивни систем средњег ува. 
Конзервативна терапија
Овај третман није ефикасан, јер на може да одстрањењем гранулација, кератина и секрета, али може да омогући бољу припрему болесника за операцију. 
Хируршка терапија
Она спада у радикални облик лечења и подразумева операцију средњег ува или тимпанопластику. Хируршко уклањање холестеатома је обично потпуно, мада то може понекад да захтева више од једног поступка (у не више од 5% пацијената код којих је примењена отворена техника и у 20-40% оних код којих је примењена затворена техника).
Болест захтева доживотна праћење болесника, јер се може поновити, посебно код оних урођених. 

## Компликације
Нелечени холестеатом може да доведе до опасних компликација код оболеле особе.
Смрт од интракранијалних или унутарлобањских компликација данас се ретко јавља, због раног препознавања болести, ефикасног хируршког лечења и контроле инфекције антибиотицима. 
Холестеатом и даље остаје важан узрок сталног, умереног проводног губитак слуха.